# Maison du Centaure
La Maison du Centaure est un hôtel particulier situé à Loches. Le monument fait l’objet d’une inscription et d'un classement au titre des monuments historiques depuis le 2 août 1927 et 24 mai 2012.

## Galerie

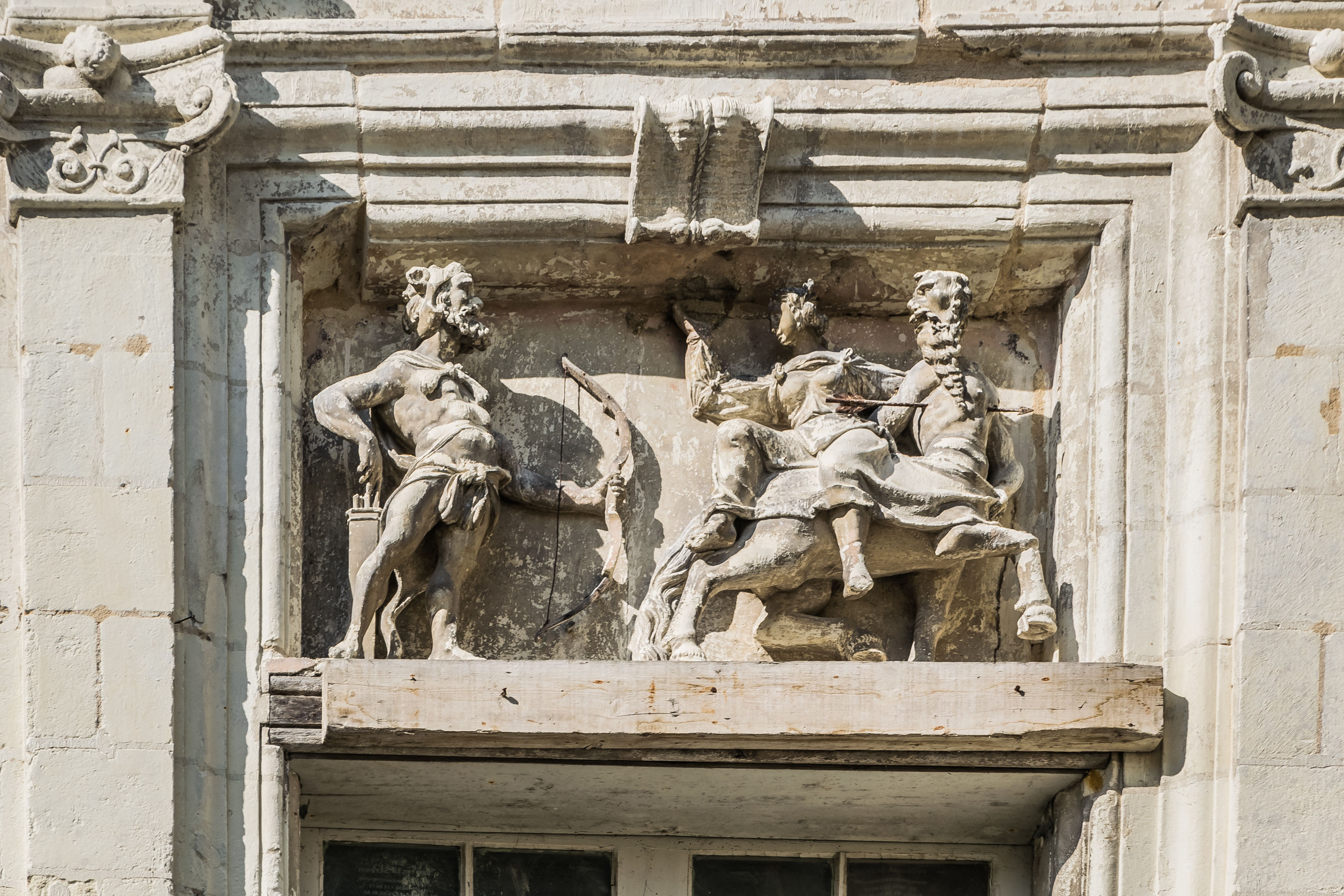

## Historique
L'hôtel, situé rue du Château.